# Ihor Chaykovskyi
Ihor Chaykovskyi (tiếng Ukraina: Ігор Геннадійович Чайковський; sinh ngày 7 tháng 10 năm 1991) là một tiền vệ bóng đá người Ukraina thi đấu cho F.K. Anzhi Makhachkala tại Giải bóng đá ngoại hạng Nga. Anh chơi ở vị trí tiền vệ phòng ngự.

## Sự nghiệp câu lạc bộ
Chaykovskyi bắt đầu sự nghiệp thi đấu cùng với đội trẻ của FC Bukovyna Chernivtsi và FC Shakhtar Donetsk. Anh ra mắt cho đội một tại giải ngoại hạng ở Zorya Luhansk trong trận đấu với FC Dnipro Dnipropetrovsk vào ngày 28 tháng 2 năm 2010.
Vào ngày 19 tháng 6 năm 2017, anh ký hợp đồng với câu lạc bộ Nga F.K. Anzhi Makhachkala.

## Danh hiệu
Giải vô địch bóng đá U-19 châu Âu 2009: Vô địch

## Thống kê sự nghiệp

### Câu lạc bộ
Tính đến 20 tháng 5 năm 2018
| Câu lạc bộ             | Mùa giải             | Giải vô địch                    | Giải vô địch | Giải vô địch | Cúp     | Cúp       | Châu lục | Châu lục  | Tổng cộng | Tổng cộng |
| Câu lạc bộ             | Mùa giải             | Hạng đấu                        | Số trận      | Bàn thắng    | Số trận | Bàn thắng | Số trận  | Bàn thắng | Số trận   | Bàn thắng |
| ---------------------- | -------------------- | ------------------------------- | ------------ | ------------ | ------- | --------- | -------- | --------- | --------- | --------- |
| FC Shakhtar-3 Donetsk  | 2007–08              | Ukrainian Second League         | 6            | 0            | –       | –         | –        | –         | 6         | 0         |
| FC Shakhtar Donetsk    | 2007–08              | Giải bóng đá ngoại hạng Ukraina | 0            | 0            | 0       | 0         | 0        | 0         | 0         | 0         |
| FC Shakhtar Donetsk    | 2008–09              | Giải bóng đá ngoại hạng Ukraina | 0            | 0            | 0       | 0         | 0        | 0         | 0         | 0         |
| FC Shakhtar Donetsk    | 2009–10              | Giải bóng đá ngoại hạng Ukraina | 0            | 0            | 0       | 0         | 0        | 0         | 0         | 0         |
| FC Shakhtar Donetsk    | Tổng cộng            | Tổng cộng                       | 0            | 0            | 0       | 0         | 0        | 0         | 0         | 0         |
| FC Zorya Luhansk       | 2009–10              | Giải bóng đá ngoại hạng Ukraina | 14           | 0            | –       | –         | –        | –         | 14        | 0         |
| FC Zorya Luhansk       | 2010–11              | Giải bóng đá ngoại hạng Ukraina | 14           | 0            | 1       | 0         | –        | –         | 15        | 0         |
| FC Illichivets         | 2010–11              | Giải bóng đá ngoại hạng Ukraina | 9            | 0            | –       | –         | –        | –         | 9         | 0         |
| FC Illichivets         | 2011–12              | Giải bóng đá ngoại hạng Ukraina | 20           | 0            | 0       | 0         | –        | –         | 20        | 0         |
| FC Illichivets         | 2012–13              | Giải bóng đá ngoại hạng Ukraina | 0            | 0            | 0       | 0         | –        | –         | 0         | 0         |
| FC Illichivets         | Tổng cộng            | Tổng cộng                       | 29           | 0            | 0       | 0         | 0        | 0         | 29        | 0         |
| FC Zorya Luhansk       | 2012–13              | Giải bóng đá ngoại hạng Ukraina | 14           | 0            | 0       | 0         | –        | –         | 14        | 0         |
| FC Zorya Luhansk       | 2013–14              | Giải bóng đá ngoại hạng Ukraina | 13           | 1            | 0       | 0         | –        | –         | 13        | 1         |
| FC Zorya Luhansk       | 2014–15              | Giải bóng đá ngoại hạng Ukraina | 14           | 0            | 4       | 0         | 5        | 0         | 23        | 0         |
| FC Zorya Luhansk       | 2015–16              | Giải bóng đá ngoại hạng Ukraina | 15           | 1            | 7       | 0         | 3        | 0         | 25        | 1         |
| FC Zorya Luhansk       | 2016–17              | Giải bóng đá ngoại hạng Ukraina | 17           | 1            | 0       | 0         | 5        | 0         | 22        | 1         |
| FC Zorya Luhansk       | Tổng cộng (2 spells) | Tổng cộng (2 spells)            | 101          | 3            | 12      | 0         | 13       | 0         | 126       | 3         |
| F.K. Anzhi Makhachkala | 2017–18              | Giải bóng đá ngoại hạng Nga     | 1            | 0            | 0       | 0         | –        | –         | 1         | 0         |
| Tổng cộng sự nghiệp    | Tổng cộng sự nghiệp  | Tổng cộng sự nghiệp             | 137          | 3            | 12      | 0         | 13       | 0         | 162       | 3         |